# Palaeothespis stictus
Palaeothespis stictus es una especie de mantis de la familia Thespidae.

## Distribución geográfica
Se encuentra en China.